# 貨幣高権
貨幣高権（かへいこうけん）とは、国家が貨幣の鋳造権と発行権を独占する権限を指す。また、貨幣による価格の度量標準が確立させることも貨幣高権を維持するために重要な行為とされている。

## 概要
日本において貨幣高権が法律上に明記されたのは、1897年に公布された貨幣法第1条が初めてであった。とは言え、それ以前の日本の国家権力が貨幣高権を持っていなかった訳ではなかった。例えば、律令国家は皇朝十二銭を鋳造する一方で民間の私鋳に対しては死罪をもって対応した。だが、律令国家の解体とともに貨幣の鋳造が行われなくなり、中世日本では宋銭などの渡来銭と民間の私鋳銭によって貨幣経済が動かされていた。それを解消したのが江戸幕府であり、金座・銀座・銭座を設置するとともに三貨制度を整備した。明治維新に伴って、貨幣高権は再び中央政府に回収されることになった。